# Розрив-трава залозиста
Розрив-трава залозиста (Impatiens glandulifera Royle) — вид трав'янистих рослин родини бальзамінові (Balsaminaceae), родом із Гімалаїв, натуралізований у Європі та деяких інших частинах світу. В Європейському Союзі включено до офіційного переліку чужорідних інвазійних видів.

## Опис
Однорічна рослина 100—200 см заввишки. Стебло майже нерозгалужене, порожнисте, соковите, часто червонувате. Листки черешкові, в кільцях по 3, рідше супротивні; при основі рослина має залози, які виробляють липкий, солодко ароматний і їстівний нектар. Квітки мають тільки одну площину симетрії, 3–4 см завдовжки, лілово-рожеві, із зеленуватим шпорцем. Коробочка 14–18(25) мм завдовжки, на верхівці з колючим вістрям. Насіння майже кулясте, шириною 3 мм.

## Поширення
Батьківщина — Гімалаї (Індія, Непал, Пакистан); натуралізований в Європі, Японії, азійській Росії, Новій Зеландії, Канаді, США.
В Україні вид зростає у квітниках переважно на Правобережжі; здичавілою трапляється поблизу парканів, на пустирях, у ярах, приміських лісах, заплавних лісах, по берегах водойм. Декоративна.

## Галерея

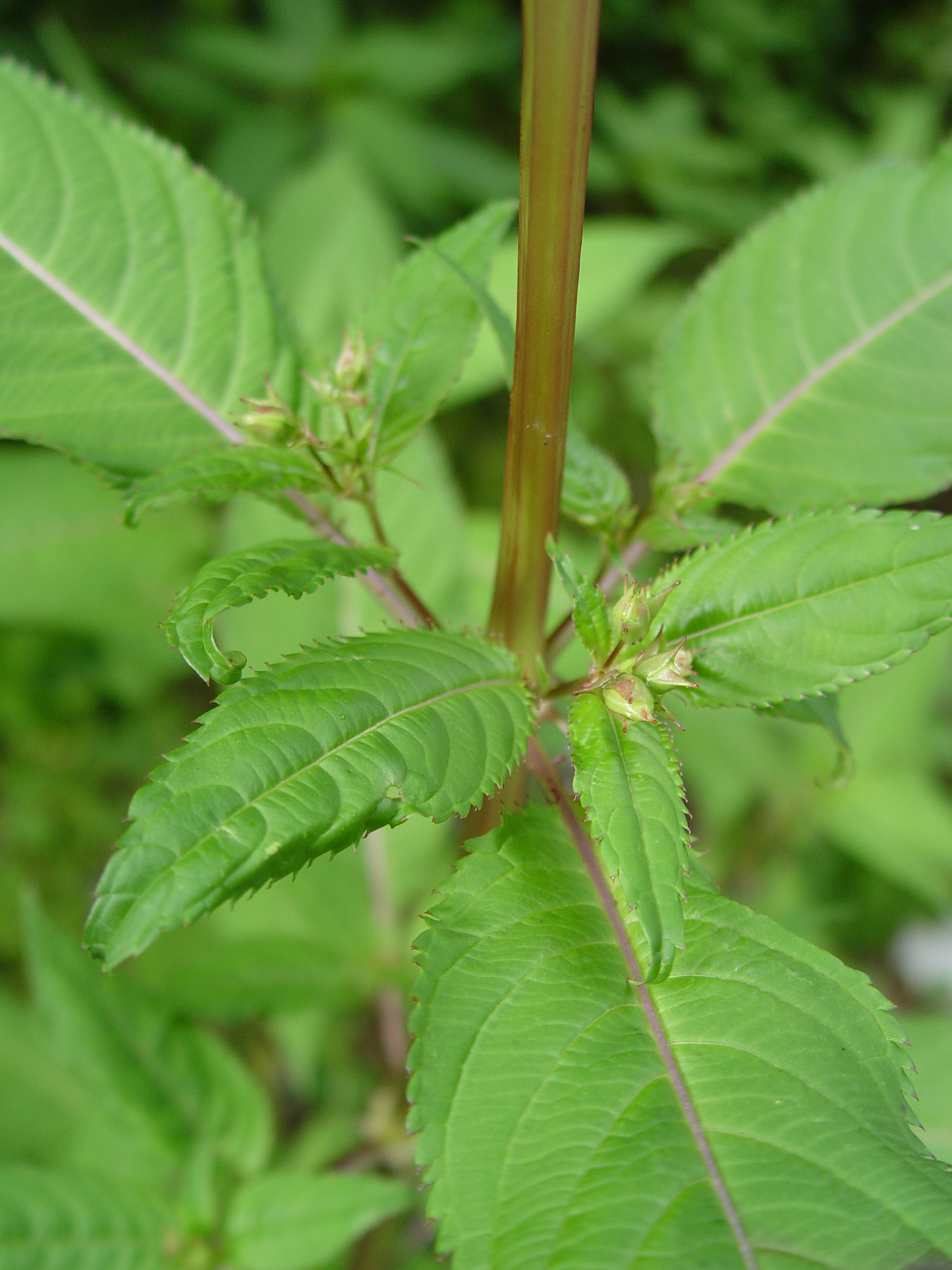
листки
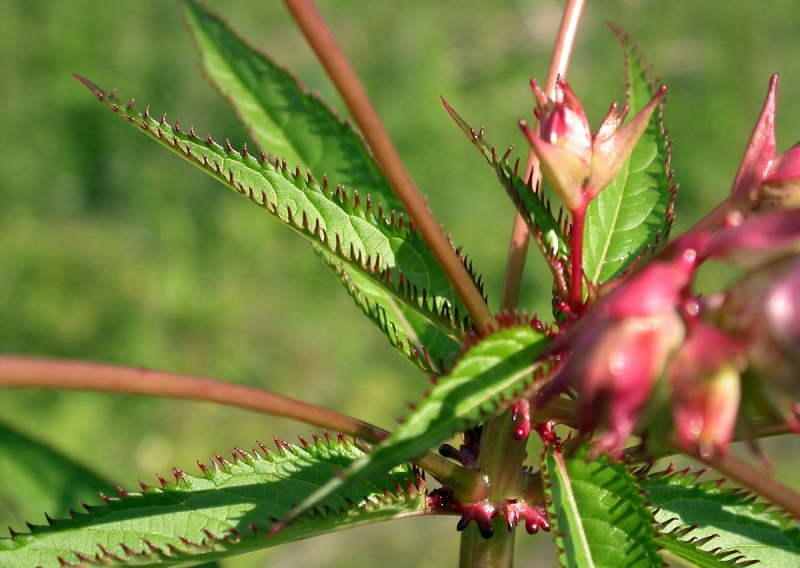
залози
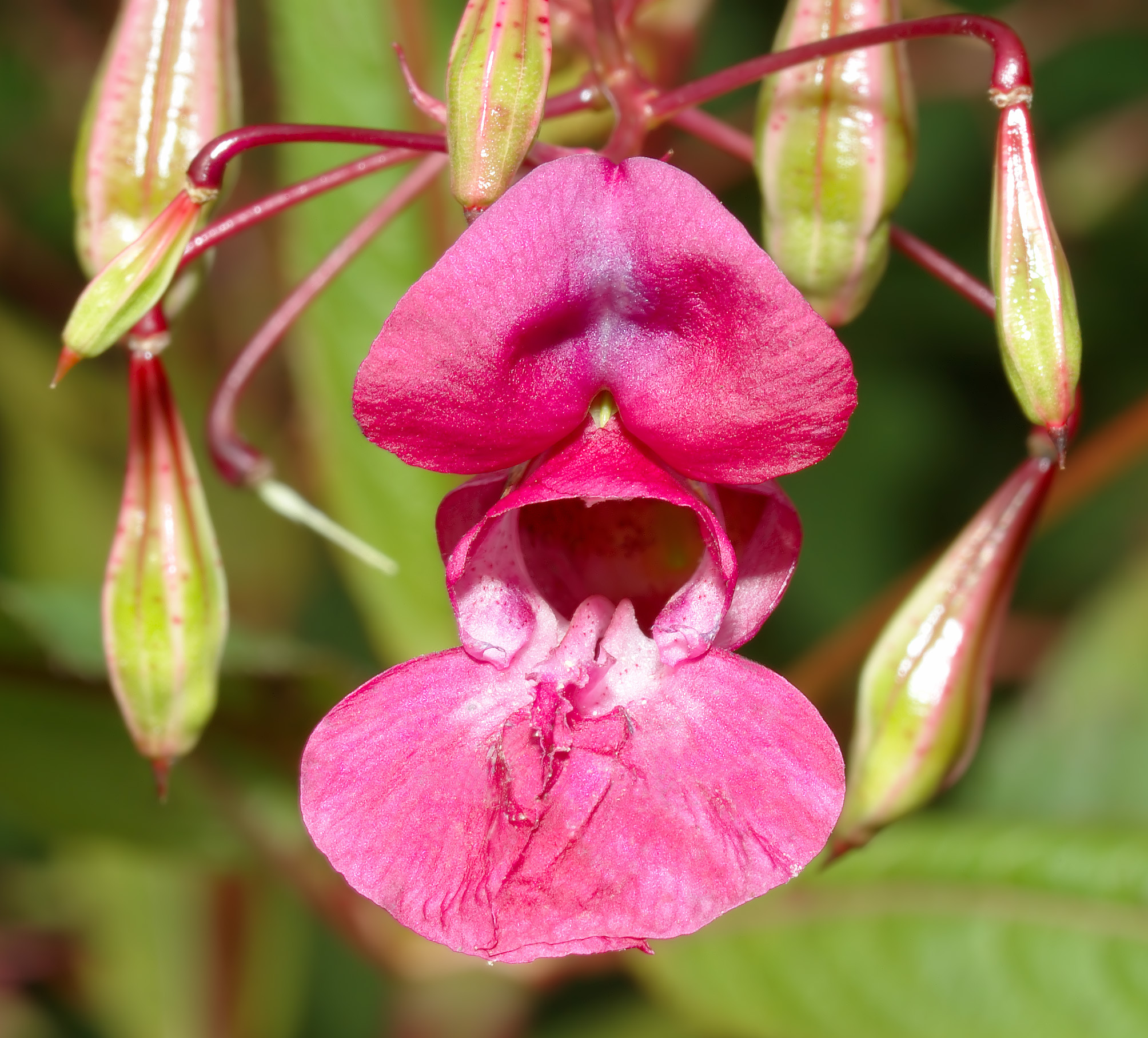
квітка
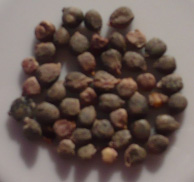
насіння
- Impatiens glandulifera розсіює насіння
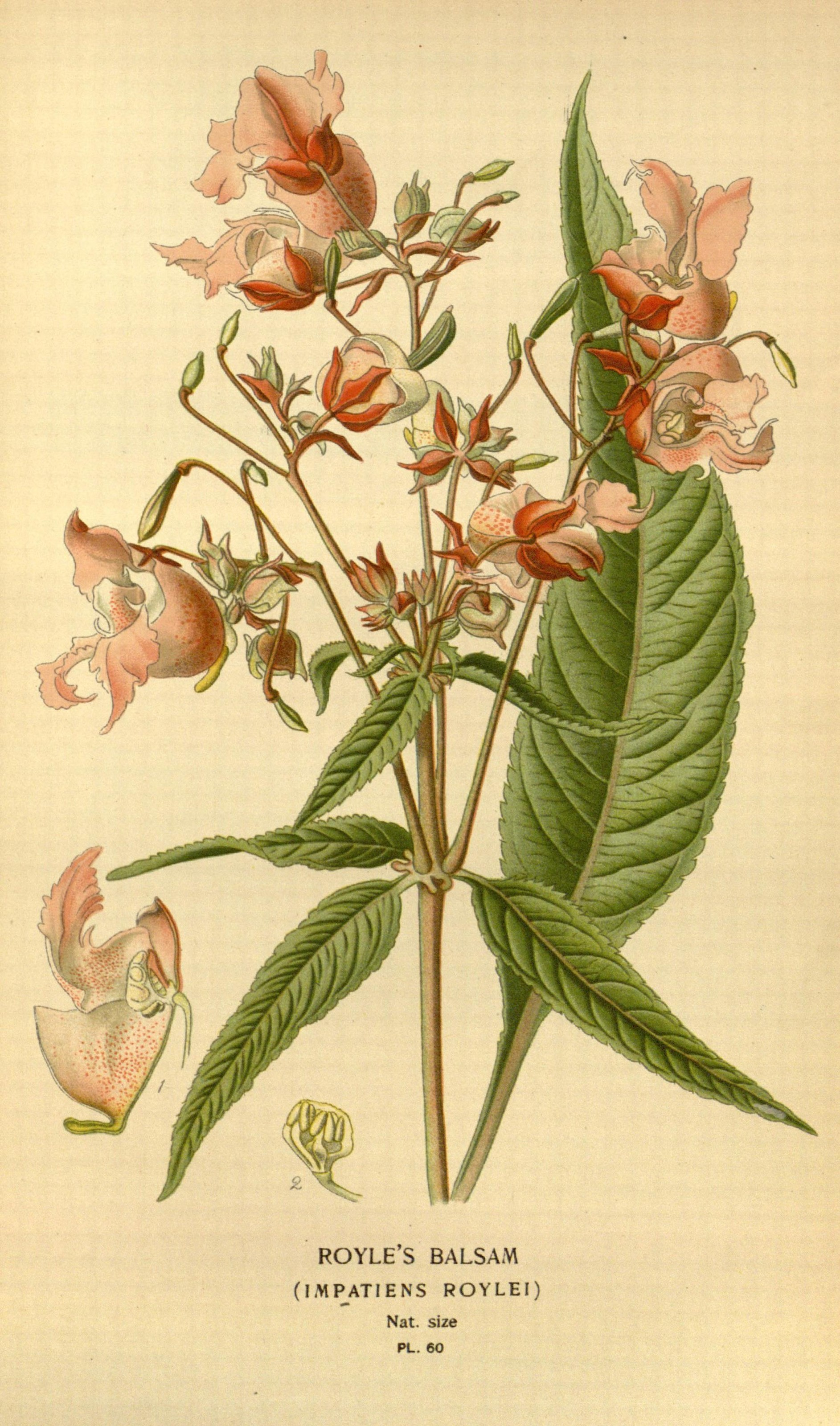
ілюстрація